# 大杉君枝
大杉 君枝（おおすぎ きみえ、旧姓：鈴木、1963年7月4日 - 2007年2月2日）は、日本テレビの元アナウンサーである。

## 来歴・人物
東京都杉並区出身。姉はジャズシンガーの鈴木陽子。光塩女子学院中等科・高等科卒業。立教大学社会学部卒業後、1987年に日本テレビに入社。同期アナウンサーは保坂昌宏。
大学生時代、実家が漏電で火事になり、父親が焼死している。
1997年11月に不動産業を経営している男性と結婚したが、2002年2月に離婚。2003年8月に広告代理店電通に勤務する10歳年下の男性と再婚。仕事でも夫の姓である「大杉」姓に変更。不妊治療の末、2006年10月に43歳で第1子となる男児を出産。
育児休業中の2007年2月2日、東京都渋谷区の自宅マンションから転落し、死亡した。遺書らしきものが残されており、痛みに耐えかねての自殺と見られる。出産後に全身の疼痛を伴う原因不明の病気である線維筋痛症を発症していた。

## 出演番組

### テレビ
報道・情報番組
| 期間          | 期間          | 番組名                 | 役職                                                           |
| ------------- | ------------- | ---------------------- | -------------------------------------------------------------- |
| 1988年10月3日 | 1992年3月27日 | ルンルンあさ6生情報    | 司会                                                           |
| 1992年10月4日 | 1996年3月31日 | 皇室グラフティ         | アシスタント                                                   |
| 1996年9月30日 | 2002年3月29日 | 峰竜太のホンの昼メシ前 | 通販コーナー担当                                               |
| 1998年9月1日  | 2001年9月28日 | ズームイン!!朝!        | コーナー兼フィールドキャスター                                 |
| 2000年10月1日 | 2002年9月29日 | THE独占サンデー        | アシスタントキャスター ※のちにニュースコーナーキャスターを兼務 |
| 2001年10月1日 | 2004年10月1日 | ズームイン!!SUPER      | 不定期でのコーナー担当                                         |
| 2003年4月4日  | 2005年3月25日 | 汐留スタイル!          | 金曜日アシスタントキャスター                                   |

バラエティ番組・その他
- ポシュレワールド通販SHOW（2002年4月 - 2004年9月）
- ビートたけしの全日本お笑い研究所
- 家元ショー・ダダダダッ!談志ダッ!!
- 所さんの目がテン!
- ダウンタウンのガキの使いやあらへんで!!
- 投稿!特ホウ王国
- 週刊文珍
- みのもんたの世渡りジョーズ!!
- うるとら7:00
- 素顔が一番!
- レッツ!
- 知ってるつもり?!
- 新装開店!SHOW by ショーバイ2 - ナレーション
- エンタの神様：ナレーション
- 電波少年的トキワ荘 - ナレーション
- NNNニュースプラス1 - リポーター
- 遊ワク☆遊ビバ!のち
- ポシュレ・ヌーボー
- 笑点
- 放送開始前テストパターンアナウンス（1987年 - 2000年1月）

### ラジオ
- 合格いっぽん道（ラジオたんぱ） - 大学在学中にアシスタントとして。後に同僚になった角田久美子は同番組でも後輩に当たる。
- ミュージックミュージアム（RFラジオ日本）
- きみえの!ラジオ虫（ラジオ日本）

上記のほか、日テレNEWS24の気象情報の自動音声と提供スポンサーの声も担当していた（本人の逝去後、新音声への入れ替えまで、当該気象情報はナレーション無しであったが、気象情報の自動音声と提供スポンサーの声は、後輩の杉上佐智枝アナウンサーが引き継いだ）。
新春スポーツスペシャル箱根駅伝では1997年の第73回大会のみ、小涌園前での実況を担当したことがある。1987年の同番組放送開始以来、放送センター、移動中継車、各中継所を含め、女性アナウンサーが実況を担当するのは後にも先にもこの時が唯一である（選手へのインタビューでは女性アナウンサーが担当したこともある）。

### 映画
- 模倣犯（2002年、東宝） - アナウンサー 役